# Kongo Magazine
Kongo Magazine est un magazine trimestriel fondé en 2019 au Québec et edité pour la premiere en republique democratique du congo en 2022.

## Historique
Joshua desvers vautour  a cofondé kongo magazine avec Jean Marie Dru en 2019 et le dirige jusqu'à 2023 avant de céder la place en septembre 2023 à sylvain Nsana qui le dirigea jusqu'à decembre 2024. 
En 2023, le magazine lance le festival Rentrée magazinaire qui, au départ était le denommé de son exposition tenu Quebec pour but de donner une visibilité aux publications congolaises, souvent méconnues et en manque de reconnaissance et à promouvoir ces magazines et à les faire découvrir auprès du public,.

## Ligne éditoriale
kongo Magazine est un magazine culturel qui informe ses lecteurs sur les actualités liées au monde de la culture, les arts et la tradition.